# Loborhiza metzneri
Loborhiza metzneri är en svampart som beskrevs av A.M. Hanson 1944. Loborhiza metzneri ingår i släktet Loborhiza och familjen Chytridiaceae.   Inga underarter finns listade i Catalogue of Life.